# I Might Be Wrong: Live Recordings
I Might Be Wrong: Live Recordings — концертный альбом английской рок-группы Radiohead, выпущенный в 2001 году. В альбом вошли 8 исполненных вживую песен, записанных во время турне по Европе и Северной Америке: семь композиций из альбомов Kid A и Amnesiac, а также ранее официально не выпускавшаяся «True Love Waits», исполненная на акустической гитаре лидером группы Томом Йорком.

## Список композиций
1. «The National Anthem» — 4:57
2. «I Might Be Wrong» — 4:52
3. «Morning Bell» — 4:14
4. «Like Spinning Plates» — 3:47
5. «Idioteque» (Radiohead, Пол Лански) — 4:24
6. «Everything in Its Right Place» — 7:42
7. «Dollars & Cents» — 5:13
8. «True Love Waits» — 5:02

## Хронология релизов
| Страна         | Дата           | Лейбл           | Формат |
| -------------- | -------------- | --------------- | ------ |
| Великобритания | 12 ноября 2001 | Parlophone      | LP     |
| Великобритания | 12 ноября 2001 | Parlophone      | CD     |
| США            | 13 ноября 2001 | Capitol Records | CD     |